# Pfaffendorf (Markersdorf)
Pfaffendorf ist ein Ortsteil der sächsischen Gemeinde Markersdorf im Landkreis Görlitz.

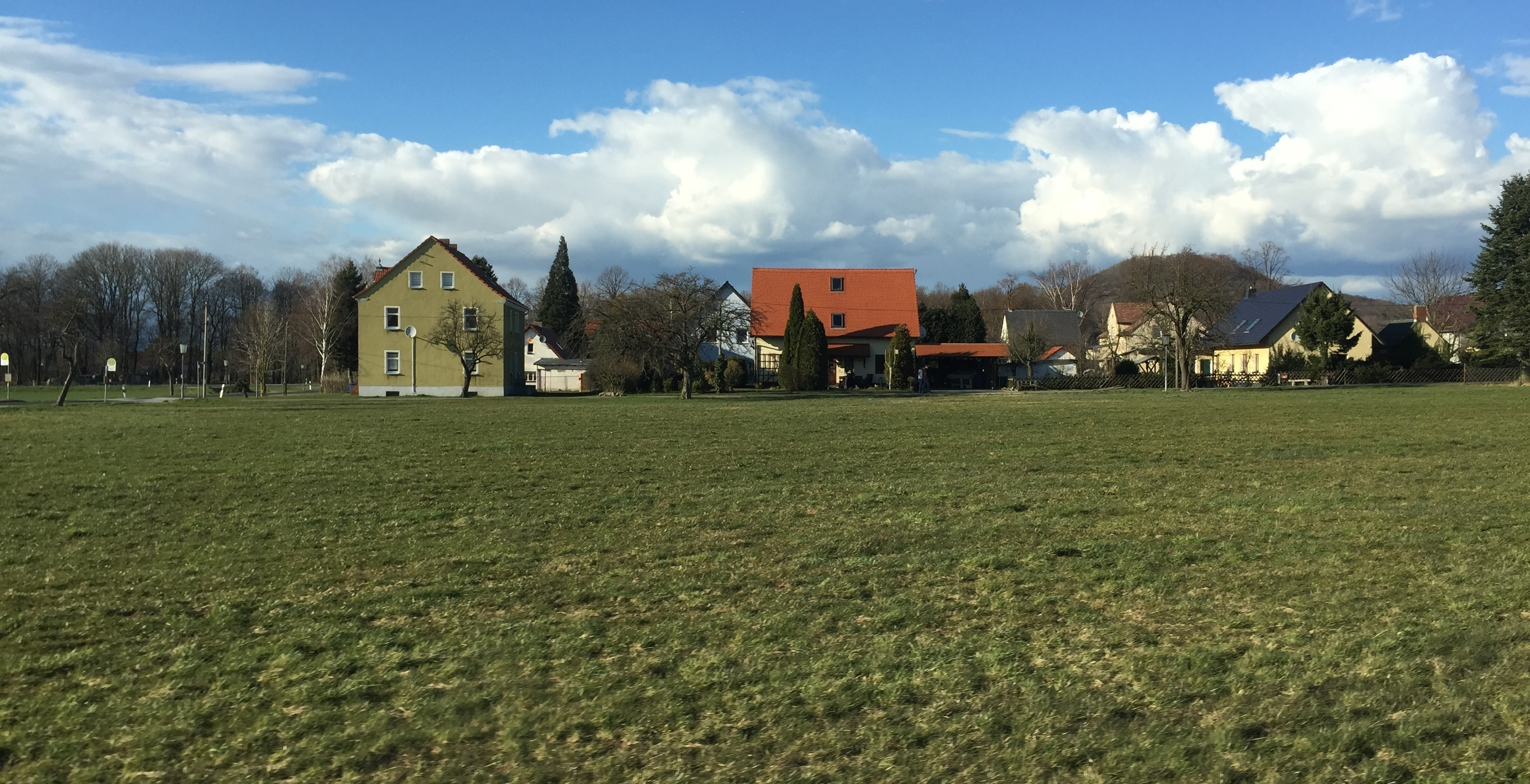
Pfaffendorf Feldhäuser – Blick von der S111

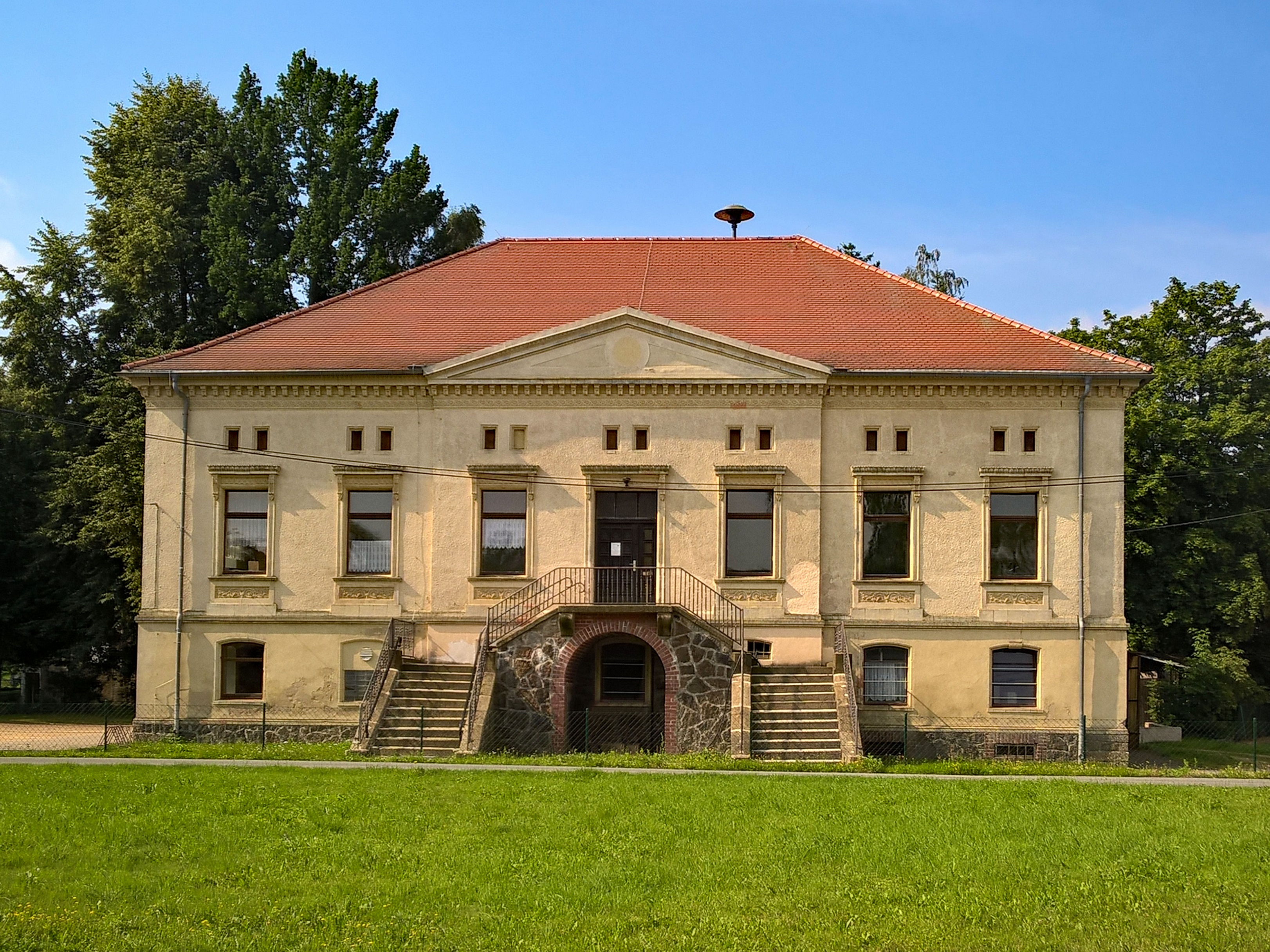
Pfaffendorfer Herrenhaus

## Geografie

### Lage
Pfaffendorf liegt etwa vier Kilometer südöstlich von Markersdorf in der Oberlausitz. Nördlich von Pfaffendorf verläuft die Bahnstrecke Dresden–Görlitz und südlich die Staatsstraße 111. Südöstlich des Ortes befindet sich der Berzdorfer See.

### Nachbarorte
| Schlauroth   | Holtendorf                                  | Markersdorf    |
| Gersdorf     | Kompassrose, die auf Nachbargemeinden zeigt | Kunnerwitz     |
| Friedersdorf | Jauernick-Buschbach                         | Klein Neundorf |

## Geschichte
Pfaffendorf wurde 1931 aus Niederpfaffendorf und Oberpfaffendorf gebildet. Der Ort gehörte zum Landkreis Görlitz, ab 1947 zum Kreis Weißwasser-Görlitz und ab 1952 zum Kreis Görlitz. Pfaffendorf war nach Markersdorf gepfarrt. Seine Eigenständigkeit verlor die Gemeinde Pfaffendorf im Jahr 1972 durch den Zusammenschluss von Pfaffendorf und Schlauroth zu Pfaffendorf-Schlauroth. Diese Gemeinde teilte sich 1984 wieder in seine Ursprungsgemeinden auf. Pfaffendorf blieb bis zur Eingemeindung nach Markersdorf im Jahr 1994 noch einmal zehn Jahre eigenständig. Der Landkreis Görlitz ging im selben Jahr in den Niederschlesischen Oberlausitzkreis über, der zum 1. August 2008 durch die Kreisreform Sachsen 2008 zum neuen Landkreis Görlitz kam.

### Entwicklung der Einwohnerzahl
| Jahr | Einwohnerzahl |
| ---- | ------------- |
| 1939 | 547           |
| 1946 | 788           |
| 1950 | 760           |
| 1964 | 570           |
| 1990 | 460           |

| Jahr | Einwohnerzahl |
| ---- | ------------- |
| 1994 | 489           |
| 2000 | 597           |
| 2002 | 618           |
| 2004 | 621           |
| 2005 | 604           |

| Jahr | Einwohnerzahl |
| ---- | ------------- |
| 2006 | 617           |
| 2007 | 624           |
| 2008 | 612           |
| 2009 | 574           |